# Заклиння (Старорусський район)
Заклиння (рос. Заклинье) — присілок в Старорусському районі Новгородської області Російської Федерації.
Населення становить 2 особи. Входить до складу муніципального утворення Наговське сільське поселення.

## Історія
Від 2004 року входить до складу муніципального утворення Наговське сільське поселення.

## Населення
| 2010 |
| ---- |
| 2    |